# Kathmandu (entreprise)
Kathmandu est une entreprise néo-zélandaise faisant partie de l'indice NZSX50, indice principale de la bourse de Nouvelle-Zélande, le New Zealand Exchange. Fondée en 1987, elle est spécialisée, à travers une chaîne de magasins en Nouvelle-Zélande, en Australie et au Royaume-Uni, dans la vente d'articles de sports et de loisirs,,.